# 博加奇
博加奇，是匈牙利包尔绍德-奥包乌伊-曾普伦州所辖的一个村。总面积24.70平方公里，总人口1993，人口密度80.7人/平方公里（2011年1月1日）。